# Puntallana (dorp)
Puntallana is een dorp in de gelijknamige gemeente op het eiland La Palma - een van de Canarische Eilanden.
Barlovento · Breña Alta · Breña Baja · Fuencaliente de La Palma · Garafía · Los Llanos de Aridane · El Paso · Puntagorda · Puntallana · San Andrés y Sauces · Santa Cruz de La Palma · Tazacorte · Tijarafe · Villa de Mazo